# Vándor-erdeiszarka
A vándor-erdeiszarka (Dendrocitta vagabunda) a madarak (Aves) osztályának verébalakúak (Passeriformes) rendjébe, ezen belül a varjúfélék (Corvidae) családjába tartozó faj.

## Rendszerezése
A fajt John Latham angol ornitológus írta le 1790-ben, a Coracias nembe Coracias vagabunda néven.

## Alfajai
- Dendrocitta vagabunda bristoli (Paynter, 1961) - kelet-Pakisztán és észak-India
- Dendrocitta vagabunda vagabunda (Latham, 1790) - közép-India északi és keleti része és Banglades
- Dendrocitta vagabunda behni (Steinheimer, 2009) - közép-India nyugati része
- Dendrocitta vagabunda parvula (Whistler & Kinnear, 1932) - India délnyugati része
- Dendrocitta vagabunda pallida (Blyth, 1846) - India délkeleti része
- Dendrocitta vagabunda sclateri (E. C. S. Baker, 1922) - Mianmar nyugati és északi része
- Dendrocitta vagabunda kinneari (E. C. S. Baker, 1922) -  Mianmar középső része, Thaiföld északnyugati része és Dél-Kína
- Dendrocitta vagabunda saturatior (Ticehurst, 1922) - Mianmar délkeleti része és Thaiföld délnyugati része
- Dendrocitta vagabunda sakeratensis (Gyldenstolpe, 1920) - Thaiföld középső része, Laosz és Vietnám [2]

## Előfordulása
Dél- és Délkelet-Ázsiában, Banglades, Bhután, India, Kambodzsa, Kína, Laosz, Mianmar, Nepál, Pakisztán, Thaiföld és Vietnám  területén honos. Természetes élőhelyei a szubtrópusi vagy trópusi síkvidéki és hegyi esőerdők, valamint szántóföldek és városi régiók. Állandó, nem vonuló faj.

## Megjelenése
Testhossza 50 centiméter, testtömege 90-130 gramm.
|  |

## Természetvédelmi helyzete
Az elterjedési területe rendkívül nagy, egyedszáma viszont csökken, de még nem éri el a kritikus szintet. A Természetvédelmi Világszövetség Vörös listáján nem fenyegetett fajként szerepel.